# Беренцен, Отто
Отто Хенри Беренцен (дат. Otto Henry Bærentzen; 31 мая 1868, Фредериксберг — 20 мая 1943, Копенгаген) — датский фехтовальщик-шпажист и предприниматель. Участник летних Олимпийских игр 1920 и 1928 годов.

## Биография
Отто Беренцен родился 31 мая 1868 года в датском городе Фредериксберг.
Занимался предпринимательством. В течение десяти лет после начала карьеры проделал путь от ученика до руководителя фирмы James Petersen & Co. Затем основал ещё ряд компаний, в том числе København Machine Business, Deutsche-Nordische Exportgesellschaft и Dobel & Co.
После смерти жены в 1915 году передал семейную виллу в Люнгбю местным властям, которые оборудовали в ней дом престарелых.
Выступал в соревнованиях по фехтованию за «Фехтовальный клуб 1907» и «Сирклен» из Копенгагена.
В 1920 году вошёл в состав сборной Дании на летних Олимпийских играх в Лондоне. В личном турнире шпажистов занял в четвертьфинальной группе 5-е место, но не участвовал в полуфинале. В командном турнире шпажистов сборная Дании, за которую также выступали Эйнар Левисон, Иван Осиер, Поуль Расмуссен, Оге Бернтсен и Георг Хегнер, заняла 5-е место в полуфинальной группе, победив Швецию и проиграв Бельгии, Португалии, Италии и Нидерландам.
В 1928 году вошёл в состав сборной Дании на летних Олимпийских играх в Амстердаме. В командном турнире шпажистов сборная Дании, за которую также выступали Иван Осиер, Йенс Оле Бертельсен, Петер Рюэфельт и Торольф Прем, заняла последнее, 3-е место в четвертьфинальной группе, проиграв Бельгии — 4:12 и Испании — 6:10.
Был активным спортивным меценатом, в особенности поддерживал фехтование и греблю.
Умер 20 мая 1943 года в Копенгагене.

## Семья
Жена — Анна Бертина Беренцен (1868—1915). Поженились 27 февраля 1898 года.
Сын — Ким Беренцен (1905—1999), датский фехтовальщик. Участник летних Олимпийских игр 1928 и 1936 годов.
Дочь — Марго Беренцен (1907—1983), датская фехтовальщица. Участница летних Олимпийских игр 1928 года.